# Heteromallus gracilipes
Heteromallus gracilipes är en insektsart som beskrevs av Kjell Ernst Viktor Ander 1938. Heteromallus gracilipes ingår i släktet Heteromallus och familjen grottvårtbitare. Inga underarter finns listade i Catalogue of Life.